# Andreas Schulz
Andreas Schulz   (Freital, 5 d'octubre de 1951) és un remer alemany, ja retirat, que va competir sota bandera de la República Democràtica Alemanya durant la dècada de 1970.
El 1976 va prendre part en els Jocs Olímpics d'Estiu de Mont-real, on guanyà la medalla de plata en la prova del quatre amb timoner del programa de rem. Formà equip amb Rudiger Kunze, Walter Diessner, Ullrich Diessner i Johannes Thomas.
En el seu palmarès també destaquen dues medalles al Campionat del Món de rem, d'or el 1974 i de plata el 1975; així com dos campionats nacionals.